# Wilgenrooskelkje
Het wilgenrooskelkje (Allophylaria macrospora) is een schimmel behorend tot de familie Pezizellaceae. Het leeft saprotroof in loofbossen.

## Verspreiding
In Nederland komt het wilgenrooskelkje zeer zeldzaam voor.